# Sylvia Telles
Sylvia Telles, nota anche come Sylvinha Telles (Rio de Janeiro, 27 agosto 1934 – Maricá, 17 dicembre 1966), è stata una cantante brasiliana.

## Biografia
La cantante nacque a Rio de Janeiro da Paulo e Maria Telles. Da giovane sognava di diventare una ballerina classica, e per intraprendere questa strada seguì le lezioni di danza di Madeleine Rosay, che faceva parte del Corpo di Ballo del Teatro Comunale della città carioca. Poco più tardi iniziò anche a suonare il pianoforte e scoprì le proprie doti canore, esibendosi privatamente con l’accompagnamento della chitarra di Garoto.
Da adolescente, studentessa del Colégio Sacré-Coeur de Marie, abitava con il fratello Mário nella casa dei genitori situata nel rione Botafogo. L’abitazione era divenuta un centro in cui si ritrovavano i gruppi canori che a quell’epoca fiorivano a Rio, e così Sylvinha ebbe l’opportunità di venire a contatto con alcuni fra gli artisti più importanti della scena musicale. Tra gli altri conobbe João Gilberto, non ancora famoso, e nel 1951  intraprese con lui una breve e travolgente relazione.
Ben presto si accorse che la sua vera vocazione era il canto. Si presentò nel 1952 al programma radiofonico di Ary Barroso Calouros em desfile,  e in seguito accettò l’offerta dell’emittente televisiva Tupi nel programma O circo do Carequinha. A quell’epoca faceva già parte di un giro di musicisti in erba che comprendeva fra gli altri Candinho e Carlinhos Lyra e che andava spesso a sentire le esibizioni di Johnny Alf; in quelle occasioni la Telles ebbe modo di fare la conoscenza fra i tanti di Tom Jobim, Lúcio Alves, João Donato, Baden Powell e Dolores Duran. Nel 1955 partecipò allo spettacolo al Teatro Follies di Copacabana intitolato Gente bem e champanhota, nel quale trionfò con il brano Amendoim torradinho cantato in coppia con il futuro marito Candinho; il successo li proiettò in Música e romance, programma televisivo del 1956 del quale divennero i conduttori e accolsero nel loro salotto diversi musicisti dell’epoca: fra di essi Billy Blanco, Johnny Alf, Tom Jobim e Newton Mendonça. Lo stesso anno la vide protagonista del 78 giri Foi a noite, composto da Jobim e Mendonça, e sull’altro lato Menina dell’emergente Carlos Lyra.
L'artista brasiliana incise il primo album nel 1957, Carícia, con gli arrangiamenti di Léo Peracchi e che conteneva brani scritti da Jobim, Tito Madi e Garoto, fra gli altri. In quell'anno partorì la sua unica figlia, Cláudia Telles, che sarebbe divenuta anch'essa una cantante famosa. Nel 1958 la Telles – che nel frattempo aveva cominciato a frequentare la casa di Nara Leão, nella quale si riunivano gli esponenti del nascente movimento musicale della bossa nova – partecipò al I Festival de Samba Session. Questo evento, nel quale fu coniato ufficialmente il termine “bossa nova”, vide la presenza dei nomi emergenti appartenenti alla nuova corrente musicale.
Il 1961 è l'anno del suo tour negli Stati Uniti con il suo nuovo manager, Aloysio de Oliveira, e in terra nordamericana incise l'album Sylvia Telles USA. Due anni dopo la cantante divorziò dal primo marito Candinho e si unì in seconde nozze con il proprio manager. Il matrimonio fu tempestoso e i due si separarono dopo appena un anno. Fece parte della schiera di musicisti che si esibirono a San Paolo nello spettacolo O remédio é Bossa, considerato l'ultimo grande show del periodo d'oro della bossa nova, a cui seguì un serio incidente stradale che costrinse la Telles a lunghe permanenze in ospedale che si protrassero per parecchi mesi.
Nel 1966, la cantante tornò a esibirsi, e la sua ultima apparizione ebbe luogo in Germania, a fianco di Edu Lobo. La morte la colse prematuramente: Sylvia Telles viaggiava in un'auto che aveva alla guida la sua nuova fiamma, Horacio de Carvalho. Per un colpo di sonno dell'autista la macchina si schiantò ed entrambi persero la vita. La Telles aveva trentadue anni.

## Discografia
- 1957 - Carícia
- 1958 - Silvia
- 1959 - Amor de gente moça
- 1960 - Amor em hi-fi
- 1961 - Sylvia Telles U.S.A.
- 1962 - Bossa Nova mesmo (con Carlos Lyra, Laís, Lúcio Alves, Vinícius de Moraes e Oscar Castro-Neves)
- 1963 - Bossa, balanço, balada
- 1964 - The Face I Love
- 1966 - Reencontro (Edu Lobo, Tamba Trio e il Quinteto Villa-Lobos)
- 1966 - The Music of Mr. Jobim by Sylvia Telles[3]